# Bärlochsmühle
Die Bärlochsmühle ist eine frühere Mühle bei Straßberg im Harz. Es wird vermutet, dass diese Mühle in unmittelbarem Zusammenhang mit der im 15. Jahrhundert wüst gefallenen Siedlung Birnbaum steht.

## Geschichte
Die Mühle befand sich in der Nähe der Einmündung des Glasebaches in die Selke und steht in einem Zusammenhang mit einer Hütte, die hier erstmals am 10. März 1467 urkundlich erwähnt wurde. Damals belehnten die beiden Grafen Heinrich von Schwarzburg und Heinrich zu Stolberg die Brüder Röder und von Harz u. a. mit einer Wiese bene den Strasberg nie unser Hutten. Die Belehnung wurde 1511 durch Fürst Wolfgang von Anhalt erneuert.
1714 beantragte Daniel Buchheister hier unterhalb der Schmelzhütte, ein Stauwerk nebst Mühle anzulegen, was abgelehnt wurde. 1718 wurde die Genehmigung bei Graf Christoph Friedrich zu Stolberg-Stolberg erneut beantragt und diesmal, unter Auflagen, auch genehmigt. Die Mühle wurde 1752 durch den Dammbruch des Glasebacher Teichs komplett zerstört. Erst 1850 wurde der Neuaufbau genehmigt, fünf Jahre später in Bärlochsmühle umbenannt und im Folgejahr zur Sägemühle umgebaut. Der Niedergang der Mühle erfolgte um 1950.